# Minyaspis aurivillii
Minyaspis aurivillii is een rankpootkreeftensoort uit de familie van de Oxynaspididae. De wetenschappelijke naam van de soort is voor het eerst geldig gepubliceerd in 1900 door Stebbing.